# ولاية حطاي
ولاية حطاي (بالتركيّة: Hatay ili) هي إحدى ولايات تركيا. عاصمتها مدينة أنطاكية. تبلغ مساحتها 5,678 كم2 ويبلغ عدد سكانها 1,253,726 نسمة كما يبلغ معدل الكثافة السكانية 220/كم2. تقع في جنوب تركيا.
كانت حطاي تعرف بلواء إسكندرون حتى عام 1939، حين اقتطع اللواء من سوريا أيام الانتداب الفرنسي على سوريا، وتم ضمه إلى تركيا بعد استفتاء مشكوك في صحته نظم عام 1939 في حطاي. شارك في الاستفتاء عشرات الآلاف من الأتراك الذين نقلوا على شاحنات من تركيا للمشاركة فيه وقاطعته الأغلبية العربية. قامت تركيا بتغيير كافة الأسماء من عربية إلى تركية. عام 1921 كان الأتراك يشكلون أقل من 20 في المئة السكان في الإقليم، إلا أن السياسة الفرنسية المنحازة للأتراك، والتخطيط القديم لسلخ اللواء لإرضاء الحكم الأتاتوركي، رغبة بالتقليل من خسائر معاهدة سيفر أرسى سياسة تتريك مقنعة خلال فترة الانتداب الفرنسي في العشرينات للإقليم، ومع فصل الإقليم حسب قرار عصبة الأمم كان عدد سكان اللواء 220 ألف نسمة، 105 آلاف منهم من العرب، وتوزع الباقون حينها على العرق التركي (85 ألفًا) والكردي (25 ألفًا) والأرمني (5 آلاف) حاليا، يسكن الإقليم حوالي مليون نسمة، لا توجد احصائيات رسمية لعدد السكان العرب.
حالياً ينقسم سكان حطاي بالتساوي بين العلويين والمُسلمين السنّة، إلى جانب أقليّة مسيحية عربية (روم أنطاكيون) و أرمنية وسريانيّة. ويشكل العرب الأغلبية السكانية في في ثلاثة مقاطعات من أصل اثني عشر مقاطعة وهي السويديّة والقصير والريحانيّة. تضم محافظة حطاي القرية الأرمنية الوحيدة في تركيا فاكيفلي، وتعتبر قرية توكاتشلي في منطقة القصير القرية المسيحية الأرثوذكسيّة العربية الوحيدة في تركيا. لم تشهد حطاي هجرة جماعية من أجزاء أخرى من تركيا في العقود الأخيرة، وبالتالي حافظت المحافظة على الكثير من ثقافتها التقليدية؛ على سبيل المثال لا تزال اللغة العربية منتشرة على نطاق واسع في المحافظة. وخلال الحرب الأهلية السورية، شهدت المحافظة تدفق للاجئين. وفقًا للأرقام الرسمية، في 21 أبريل من عام 2016 كان هناك 408,000 لاجئ سوري يعيشون في المحافظة.